# Edgar Douglas Adrian
Baron Edgar Douglas Adrian (30. listopadu 1889, Londýn, Spojené království – 4. srpna 1977, Cambridge) byl anglický lékař, neurofyziolog.
V roce 1932 mu byla společně se sirem Ch. S. Sherringtonem udělena Nobelova cena za fyziologii a medicínu za práce v oblasti funkce neuronu.